# Polyxena von Lobkowicz

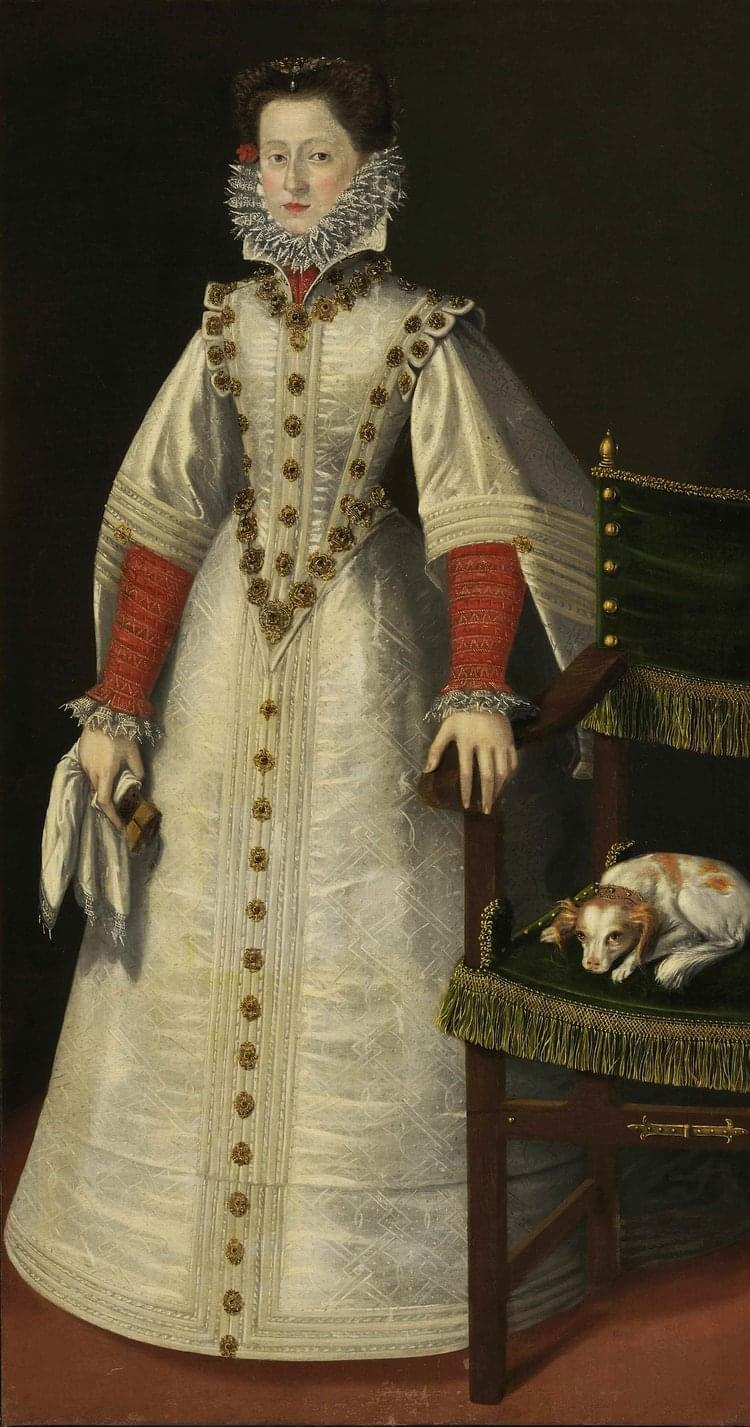
Polyxena von Lobkowicz

Polyxena von Lobkowicz (auch Polyxena Popel von Lobkowitz; geboren als Polyxena von Pernstein; in erster Ehe Polyxena von Rosenberg; tschechisch Polyxena Lobkovická z Pernštejna; vorher Polyxena Rožmberská z Pernštejna; * 1566; † 24. Mai 1642) war eine böhmische Adelige. Sie entstammte dem mährisch-böhmischen Adelsgeschlecht der Herren von Pernstein. Durch die Geburt ihres Sohnes Wenzel Eusebius von Lobkowicz wurde sie nach dem Erlöschen weiterer Familienzweige Stammmutter aller Lobkowitzer. Wie ihre Eltern war sie eine überzeugte Katholikin und unterstützte deshalb die Jesuiten und die Rekatholisierung in Böhmen.

## Leben
Ihre Eltern waren der böhmische Oberstkanzler Vratislav von Pernstein (1530–1582) und dessen aus Kastilien stammende Frau Maria Manrique de Lara (1538–1608), die eine Hofdame der Kaiserin Maria von Spanien gewesen war. Am 11. Januar 1587 heiratete Polyxena den bereits dreimal verwitweten südböhmischen Magnaten Wilhelm von Rosenberg, der 1592 starb, ohne Nachkommen zu hinterlassen. Durch das Erbe der Herrschaft Raudnitz, zusammen mit dem Schloss Raudnitz aus dem Besitz der Rosenberg war sie eine der reichsten Witwen in Böhmen geworden. 1603 übernahm sie die Vormundschaft über die Halbwaisen ihres 1597 verstorbenen Bruders Johann von Pernstein. Zusammen mit den Mündeln und deren Mutter Anna Maria Manrique de Lara d. J., die gleichzeitig ihre Cousine war, lebte sie bis 1606 überwiegend im Prager Pernstein-Palais auf der Prager Burg.
Am 23. November 1603 vermählte sich Polyxena in zweiter Ehe mit dem Oberstkanzler von Böhmen Zdeněk Vojtěch Popel von Lobkowitz. Dieser Ehe entstammte der einzige Sohn Wenzel Eusebius von Lobkowicz, den sie 1609 im Alter von 42 Jahren gebar. Anlässlich der Geburt erhielt sie von ihrem Gemahl die in Mittelböhmen gelegene Herrschaft Vysoký Chlumec. Während er sich der kaiserlichen Politik und Landesverwaltung widmete, übernahm sie neben ihren gesellschaftlichen Aufgaben auch die Verwaltung des Vermögens. Nach dem Tod ihrer Mutter Marie Manrique de Lara d. Ä. 1608 übernahm sie die Führung der Familie Pernstein. Wie ihre Mutter pflegte sie in ihrem Prager Salon u. a. gute Kontakte zum spanischen Gesandten, der ihre politischen Einschätzungen und Kenntnisse geschätzt haben soll. Durch ihre gesellschaftliche Stellung war sie ein wichtiges Bindeglied zwischen den einflussreichen Adelsgeschlechtern in Böhmen, Mähren und Schlesien und der spanischen Partei am Kaiserhof in Wien. Dort lebten seit 1606 auch ihre Mündel, deren Mutter sich in diesem Jahr mit Bruno von Mansfeld vermählt hatte.

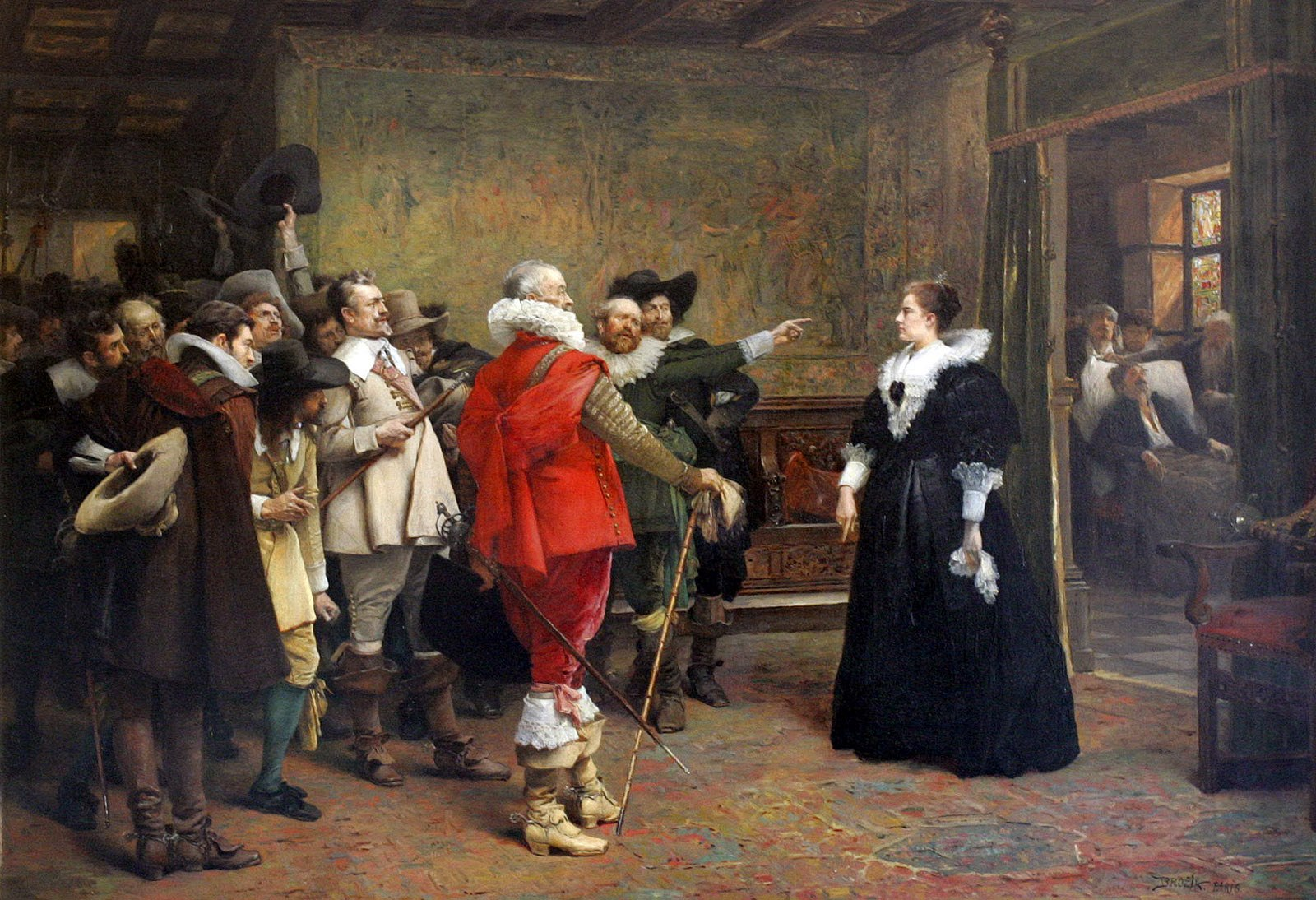
Polyxena von Lobkowicz gewährt den königlichen Statthaltern Slavata und Borsita Schutz in ihrem Palast. Ölgemälde von Václav Brožík. Lobkowicz-Sammlungen.

Zusammen mit ihrem Mann stand Polyxena während des Böhmischen Ständeaufstands 1618 auf Seiten der Katholiken und der Habsburger Landesherren. Nach dem Prager Fenstersturz gewährte sie den geflüchteten Statthaltern Wilhelm Slavata und Jaroslav Borsita Graf von Martinic Zuflucht in ihrem Palais. Durch ihre konfessionelle und politische Haltung gehörte sie nach der Schlacht am Weißen Berg 1622 zu den Gewinnern. Dadurch konnte sie Ländereien der Aufständischen im Wert von angeblich 350.000 Rheinischer Gulden erwerben, die Kaiser Ferdinand II. konfisziert hatte. Auf diese Weise  gelangten u. a. die Herrschaften Mühlhausen, Encovany (Enzowan), Odolenswasser und Unter Berschkowitz in ihren Besitz.
Als Vormund ihres Neffen Vratislav Eusebius von Pernstein, der der letzte männliche Nachkomme der Pernsteiner war, verwaltete Polyxena u. a. Schloss und Herrschaft Leitomischl, das ein Lehen des Landesherrn war. 1623 erwarb sie von ihrem Neffen Vratislav Eusebius für 30.000 Dukaten das Pernstein-Palais auf der Prager Burg, das über sie an die Familie Lobkowitz gelangte. Erst 1627 übernahm der Neffe Vratislav Eusebius die eigenständige Verwaltung seines Vermögens, und kurz danach übertrug ihm Kaiser Ferdinand II. in seiner Eigenschaft als König von Böhmen die Herrschaft Leitomischl als erblichen Besitz. Der im Dreißigjährigen Krieg kämpfende Vratislav Eusebius konnte sich nicht lange an seinem gesicherten Besitz erfreuen. Er starb 1631 nach einer Kriegsverwundung bei Tangermünde. Da mit ihm das Geschlecht der Pernsteiner im Mannesstamm erlosch, übergab Polyxena ein Familien-Gnadenbild mit der Darstellung des Jesuskindes, das ihre Mutter anlässlich ihrer Hochzeit mit  Vratislav von Pernstein 1555 aus Spanien nach Böhmen mitgebracht hatte und das als Familienschatz gehütet wurde, den Kleinseitner Karmeliten von der Kirche Maria vom Siege. Dort wird das Gnadenbild als das Prager Jesulein bis heute verehrt.
Große Verdienste erwarb sich Polyxena um die Sammlung und Bewahrung von Kunstwerken und Archivalien der Familien Pernstein und Lobkowitz.